# Palazzo Ducale (Urbania)
Il Palazzo Ducale è un edificio storico nella città di Urbania, situato in provincia di Pesaro e Urbino. La costruzione, con una superficie di 6000 m², ospita il Museo Civico che ha sede nei in diversi ambienti del piano nobile strutturati in una libreria, in una galleria d'arte ed archivi storici con preziose collezioni di disegni, manoscritti, incisioni ed i famosi globi di Gerardo Mercatore.

## Storia e descrizione

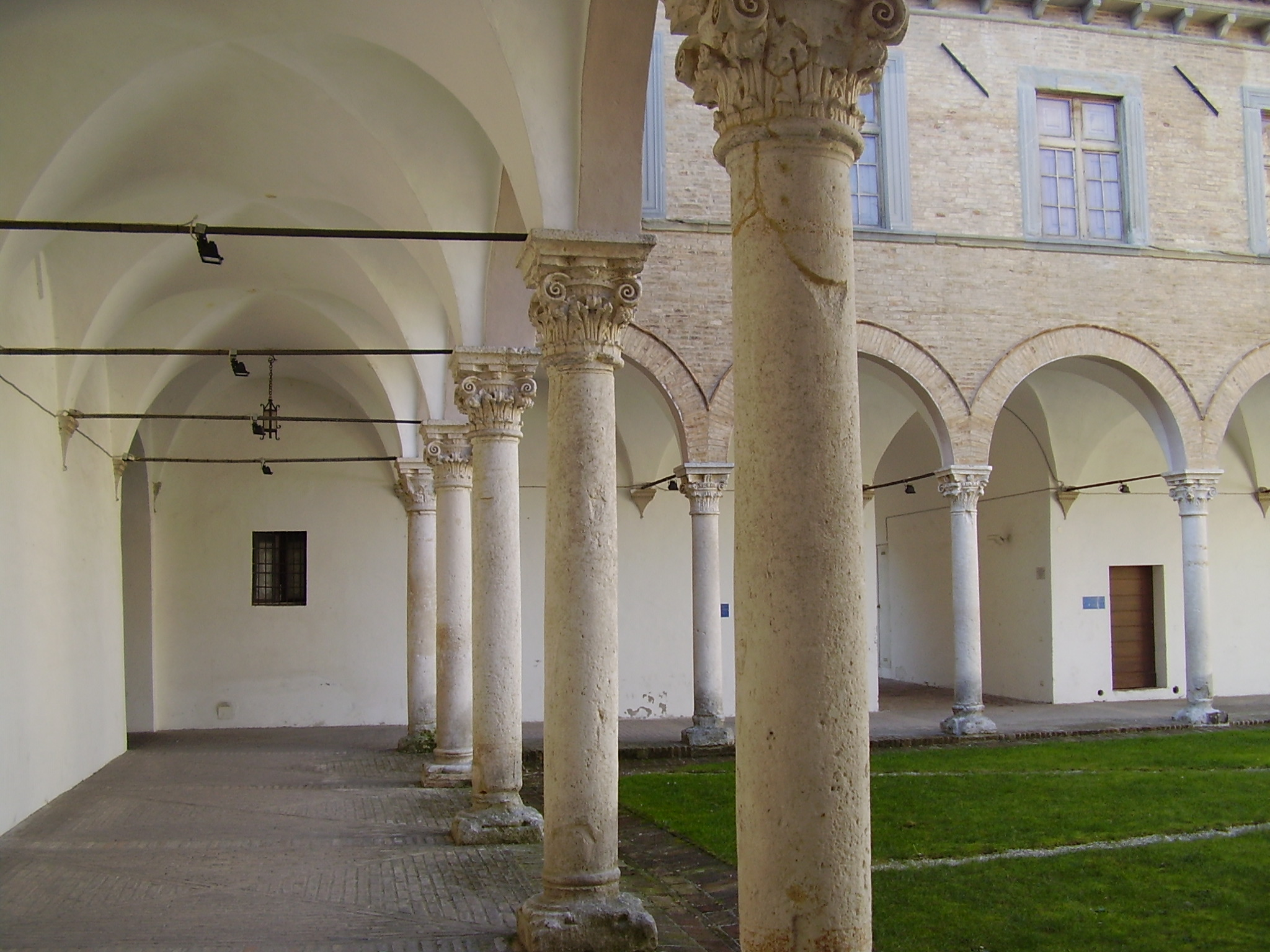
Il cortile d'onore del palazzo

La residenza è costruita a monte del fiume Metauro sul sito di una cittadella preesistente, di proprietà della famiglia Brancaleoni di Piobbico, già feudatari di Casteldurante. Sovvenzionata dai duchi di Urbino, la sua realizzazione fu affidata da Federico da Montefeltro all'architetto Francesco di Giorgio Martini nel 1470.

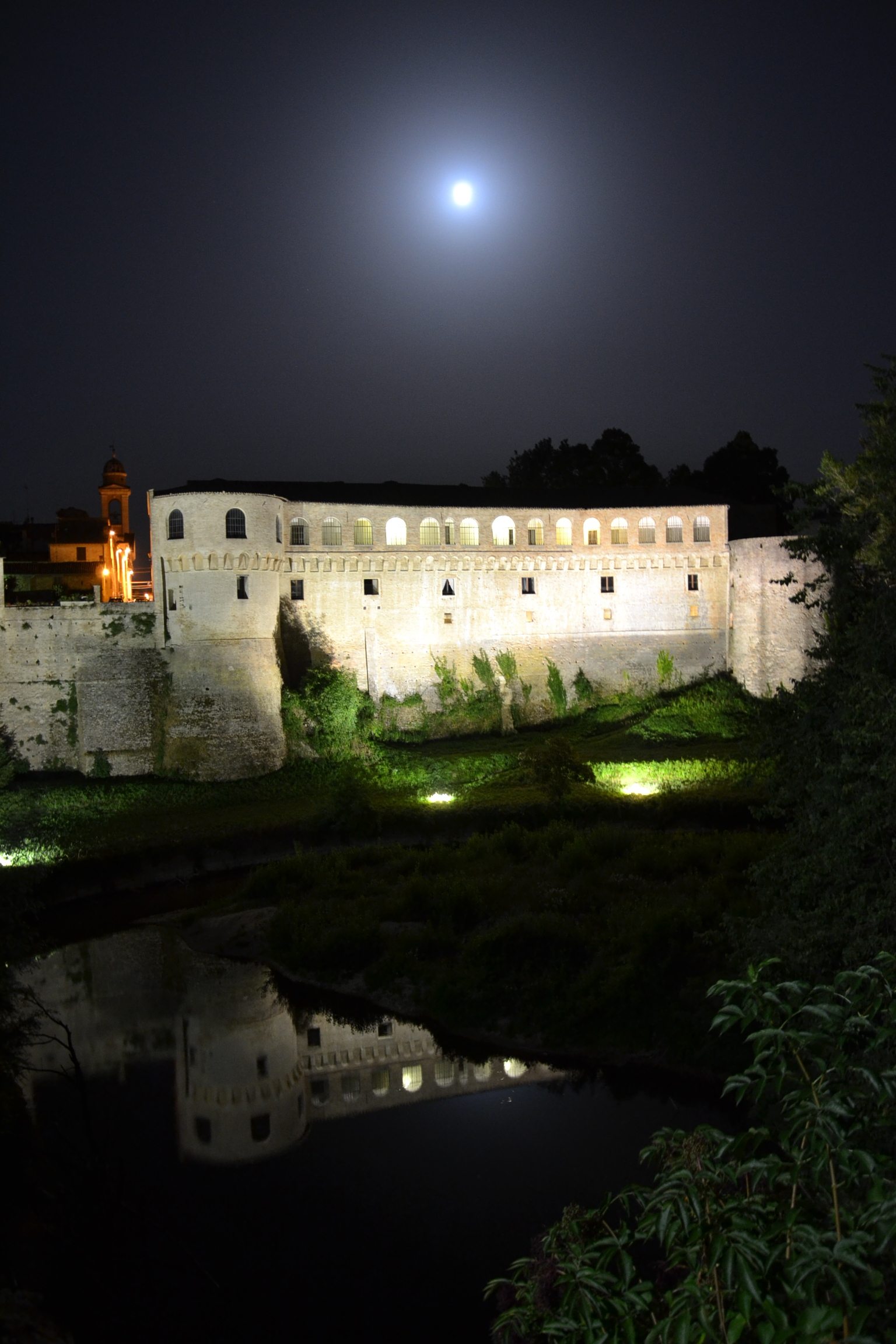
Veduta notturna del palazzo

Si accede al palazzo attraverso un cortile rinascimentale della seconda metà del Cinquecento, dotato di una galleria di portici pedonali con ventidue colonne di travertino che ricorda l'architettura del Palazzo Ducale di Urbino. Una scala conduce al piano nobile, dove il soffitto della sala delle cerimonie ha una volta a vela opera di Girolamo Genga.
Particolarmente importante è la stanza dei Cavalieri con opere del tardo XVI secolo, i due globi di Mercatore: la sfera terrena del 1541 e la sfera celeste del 1551. Di interesse, inoltre, è un'incisione monumentale - 11,80 × 0,36 m - raffigurante "il trionfale corteo di Carlo V", eseguita da Nicola Hogenberg per commemorare l'incoronazione, a Bologna, dell'imperatore da parte di papa Clemente VII nel 1530. La collezione di disegni, oltre ad essere il più importante nucleo delle collezioni, è costituita da 750 disegni d'epoca manierista, probabilmente raccolti dal conte Federico Ubaldini nelle sue residenze tra Siena, Roma e Marche.
Uno spazio è dedicato alla ceramica di Casteldurante dove viene esposta, cronologicamente dal XIV al XVIII secolo, la produzione di officine locali di Urbania, con disegni e colori tipici della maiolica durantina.
Vi ha sede il Museo di Storia dell'Agricoltura che è ospitato nelle cantine quattrocentesche.
Il palazzo era la residenza preferita dell'ultimo duca di Urbino Francesco Maria II della Rovere che vi morì il 23 aprile 1631.